# AGA-fyr
AGA-fyret er en slags automatisk fyr opfundet af Gustaf Dalén i begyndelsen af 1900-tallet. Navnet kommer fra Dahléns selskab AB Gas-ackumulator (nu AGA) som fremstillede fyret. Fyrlyset drives med acetylengas, og tilførslen styres af en solventil som lukker for gassen den lyse del af døgnet, og dermed regulerer den på hvilke tidspunkter af døgnet fyret skal lyse. En blinkanordning styrer fyrets blinkende funktion ved at tænde og slukke for gastilførslen med korte regelmæssige intervaller. Takket være disse 2 teknikker, lykkedes det at reducere gasforbruget med 90% i forhold til tidligere konstuktioner. 
I dag er de fleste AGA-fyret blevet erstattet med elektriske fyr.